# Senna spiniflora
Senna spiniflora là một loài thực vật có hoa trong họ Đậu. Loài này được (Burkart) H.S.Irwin & Barneby miêu tả khoa học đầu tiên.